# Lucio Amelio

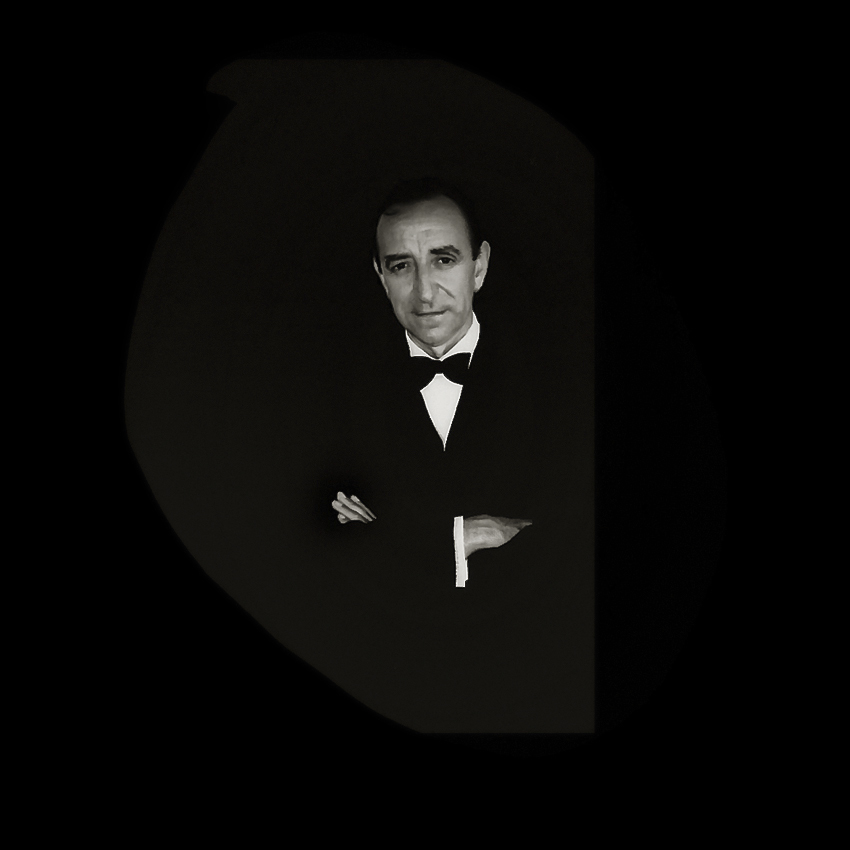
Porträt von Lucio Amelio (1990), Fotografie von Augusto De Luca

Lucio Amelio (* 13. September 1931 in Neapel; † 2. Juli 1994 ebenda) war ein führender italienischer Kunsthändler und Galerist zeitgenössischer Kunst. 1980 legte er mit der Sammlung Terrae Motus den Grundstock für ein eigenes repräsentatives Museum zeitgenössischer Kunst in Neapel, einer Sammlung, die unter dem Eindruck der Katastrophe des Erdbebens vom 23. November 1980 geboren wurde.

## Leben und Wirken

### Frühe Jahre
Lucio Amelio wurde am 13. September 1931 in der Via dei Tribunali in Neapel geboren. Er hatte vier Schwestern – Marisa († 1981), Giuliana, Lina und Anna. Bedingt durch den Zweiten Weltkrieg zog die Familie mehrmals um und ließ sich ab 1944 für zwölf Jahre in Resina nieder. Nach dem Abschluss 1949 am Liceo scientifico und zwei Jahren Ingenieurfakultät schrieb Amelio sich für ein Architekturstudium an der Universität Neapel ein. Seit 1950 interessierte er sich für die moderne Kunst und besuchte die Quadriennale in Rom. Dort lernte er unter anderem die Werke von Alberto Burri, einem späteren documenta-Künstler, und die Malerei Armando De Stefanos kennen. 1951 wurde er Vorstandsmitglied bei „Corda Fratres“ (Federazione Internationale degli Studenti; Sezione Italiana), einer kulturellen studentischen Vereinigung an der Universität Neapel, die Auslandsreisen für Studenten organisierte. Ein Jahr später zeigte Lucio Amelio während einer Ausstellung sein erstes und einziges Gemälde, eine gerußte Kachel mit naiver Landschaft. 1953 trat er der Kommunistischen Partei Italiens bei und besuchte die Vorlesungen des italienischen Philosophen Gerardo Marotta.

### Erste Künstlerbekanntschaften
1954 begleitete Amelio seinen Vater auf einer Geschäftsreise nach Deutschland und zog, von diesem Land beeindruckt, kurze Zeit später nach West-Berlin, wo ihm die TUSMA, eine studentische Arbeitsvermittlungsstelle der Technischen Universität Berlin, Aushilfsarbeiten vermittelte. Hier lernte er den Maler, Grafiker und späteren Galeristen Günter Wirth kennen, der ihn mit Freunden in Ost-Berlin bekanntmachte, unter anderem mit dem Dichter und Drehbuchautor Jens Gerlach, dem Komponisten und Nationalpreisträger Andre Asriel sowie mit dem Opernregisseur Friedrich Petzold (1928–1990). Danach arbeitete er längere Zeit im Konstruktionsbüro des Architekten Hermann Henselmann, der die Stalin-Allee baute. Als sein Vater 1958 starb, kehrte er im selben Jahr nach Neapel zurück und begann als Dolmetscher für Deutsch bei Cantieri Metallurgici Italiani, Bagnoli, zu arbeiten. Gleichzeitig schrieb er Stellengesuche und suchte über die Anzeigen der Frankfurter Allgemeinen Zeitung nach einer Arbeit in Deutschland. Im folgenden Jahr zog Amelio nach Stuttgart und wurde Assistent eines Export-Unternehmens für Produkte der Bauchemie, das ihn 1963 zum Generaldirektor ihrer spanischen Niederlassung ernannte, woraufhin er nach Barcelona übersiedelte. Während eines Ausflugs auf den Pico Tibidabo im Juni desselben Jahres stürzte Amelio in ein fünf Meter tiefes Bauloch. Der Sturz fesselte ihn für sechs Monate ans Bett – eine Zeit, die er später als ein „Jahr des Todes und der Auferstehung“ bezeichnete und in der in ihm der Wunsch gereift sei, sich ganz der Kunst zu widmen.

### Galeriegründung
1964 bezog Amelio zunächst Räume in der Via Michelangelo Schipa, daraufhin auf der Via del Parco Margherita 85. Dort, auf dem Vomero, gründete er 1965 in seiner Wohnung die Modern Art Agency, in der er als eine der ersten Ausstellungen den Berliner Heiner Dilly präsentierte. Dilly gestaltete Grafiken und Gouachen in Form von Schriftgemälden, die als Reise-Notizen zu lesen waren. Obgleich die Ausstellung aufgrund fehlender Mittel keine klassische Eröffnung erfuhr, hatte sie doch einen gewissen Erfolg, da sie die Aufmerksamkeit des Kunstkritikers Filiberto Menna auf sich zog, der einer der ersten Kunden der Galerie wurde. Während der insgesamt sieben folgenden Ausstellungen im Jahr 1966 zeigte der Galerist Lucio Amelio am 1. Juni die erste Einzelausstellung des 1932 in Neapel geborenen Künstlers Carlo Alfano, die eine lebenslange Freundschaft und Zusammenarbeit zwischen Amelio und Alfano begründete. Des Weiteren lernte er während dieser Zeit Renato Guttuso und Max Ernst kennen.

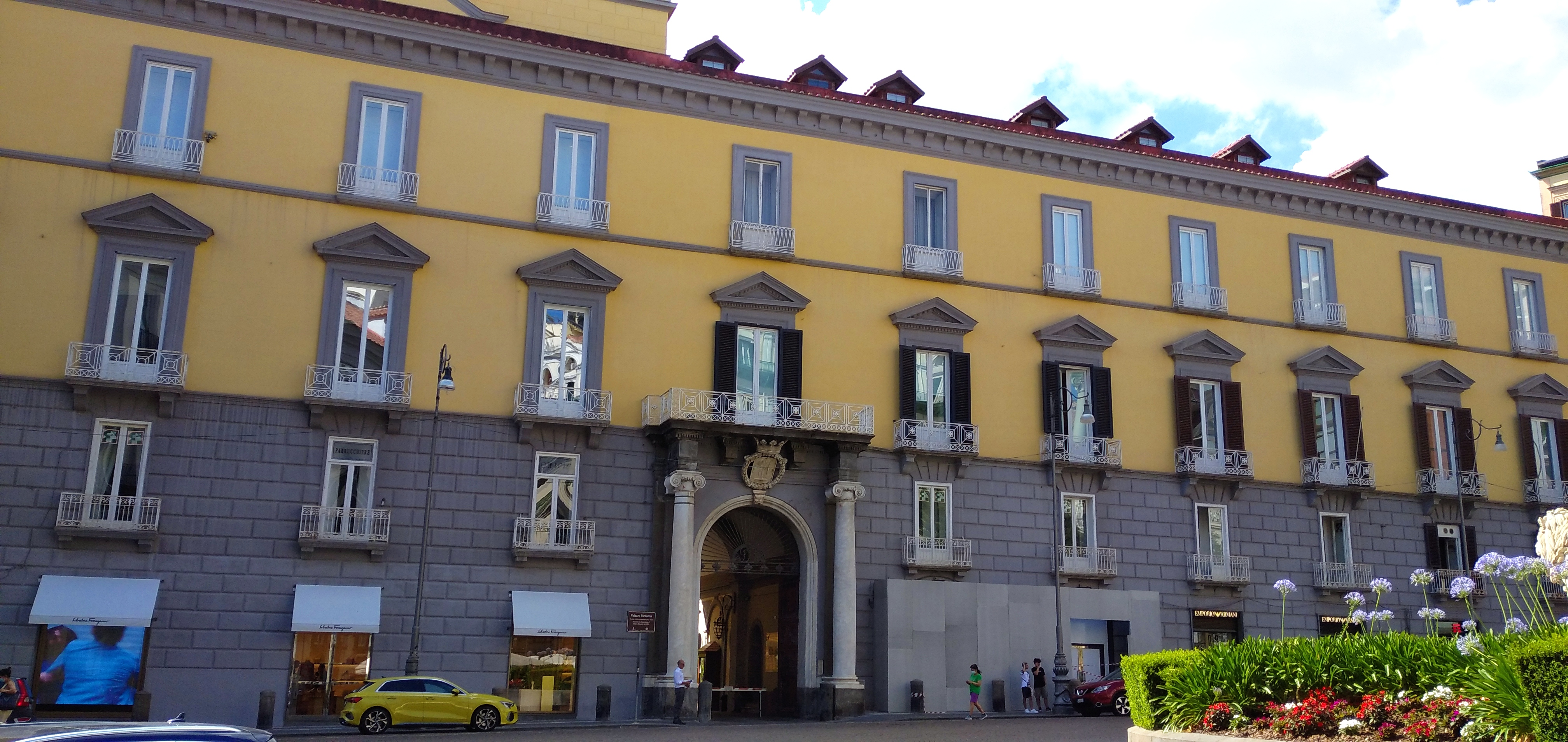
Palazzo Partanna, Piazza dei Martiri 58, Fotografie aus dem Jahr 2008

Im Sommer 1969 bezog Amelio größere Räumlichkeiten im zweiten Stock auf der Piazza dei Martiri 58 in Neapel, die er im Dezember mit einer Ausstellung von Jannis Kounellis unter dem Titel Il viaggio eröffnete. Ab dem Jahr 1970 folgten insgesamt zwölf Ausstellungen, darunter eine von Michelangelo Pistoletto sowie von Stanley Brouwn und vom niederländischen Konzeptkünstler Marinus Boezem, der am 25. März 1970 in der Galerie ausstellte. 1971 wurde Amelio zum Handelsvertreter der italienischen Messeaussteller, der Comitato dell’Ente Fiera, ernannt, eine Position, die er zeitlebens beibehielt. Im selben Jahr reiste er nach New York und San Francisco und stellte im Februar vier Porträts von Andy Warhols Jackie aus.
1975 feierte Lucio Amelio die ersten zehn Jahre seiner Galerietätigkeit, in denen er zuletzt Cy Twombly, Gilbert & George sowie Jannis Kounellis gezeigt hatte, mit einer Reihe von Ausstellungen, darunter eine Gruppenausstellung in der Villa Volpicelli in Posillipo. Seine Galerie benannte er in Galleria Lucio Amelio um. Ab dem Jahr 1970 nahm Lucio Amelio am Kölner Kunstmarkt sowie den Kunstmessen in Düsseldorf und Berlin teil, wo er gleich im ersten Jahr 1970 Ileana Sonnabend kennenlernte.

### Joseph Beuys und Andy Warhol
Im September 1971, während einer von Klaus Staeck, Erwin Heerich und Joseph Beuys initiierten Arbeitskonferenz in Heidelberg mit dem Ziel, ein Konzept für die Organisation eines „internationalen freien Kunstmarkts“ zu erarbeiten, lernte Amelio den deutschen Künstler Joseph Beuys kennen. An dieser Konferenz nahmen neben den Initiatoren unter anderem Mario Merz, Jannis Kounellis, Panamarenko und Germano Celant teil. Zwischen Amelio und Beuys, dessen Werk er ab diesem Jahr mehrmals in seiner Galerie ausstellte, entwickelte sich in der Folge eine lebenslange Freundschaft. Amelios erste Beuys-Ausstellung Ciclo sull’opera di Joseph Beuys 1946–1971 wurde am 13. November 1971 eröffnet; sie zeigte 130 Zeichnungen und Konzepte der betreffenden Jahre aus der Sammlung Lothar Schirmer. Das vom Künstler entworfene Plakat zur Ausstellung verwendete ein Foto, aufgenommen von Giancarlo Pancaldi im Oktober 1971, das Beuys vor dem Eingang der Villa Orlandi auf Anacapri zeigt, vor dem er sich in der Pose der zentralen mittleren männlichen Figur des Gemäldes Der vierte Stand von Giuseppe Pellizza da Volpedo – mit entschlossenem Ausdruck auf den Betrachter zumarschierend – ablichten ließ. Dem Foto ließ Beuys einen 1970 geprägten Satz hinzufügen: La rivoluzione siamo Noi (Wir sind die Revolution). 1972 folgte Arena – Dove sarei arrivato se fossi stato intelligente!, eine großformatige Arbeit mit 100 Tafeln, bei der Beuys 264 Fotodokumente seiner autobiografischen Wirkungsgeschichte in 100 Aluminiumrahmen zusammenstellte und diese in der Form einer Arena in der Galerie anordnete. Da Amelios Modern Art Agency nicht genug Wandfläche hatte, verzichtete Beuys vollständig auf die Hängung und stellte die Rahmen stattdessen in unregelmäßigen Abständen in Gruppen nebeneinander auf.

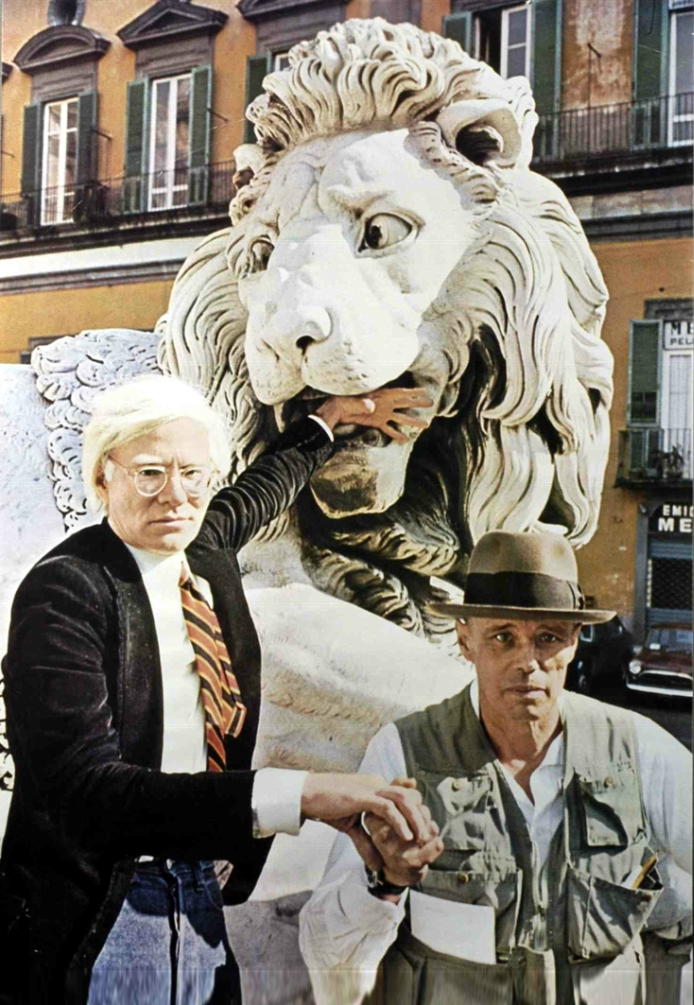
Andy Warhol und Joseph Beuys, Neapel 1980

Amelio organisierte mit einer ersten Ausstellung über Mario Merz am 20. November 1976 seine erste Ausstellungsreihe außerhalb der Galerie und zeigte zwischen 1977 und 1978 in der Villa Pignatelli in Neapel die Künstler Michelangelo Pistoletto, Jannis Kounellis, Pier Paolo Calzolari, Giulio Paolini, Beuys mit Tracce in Italia und Carlo Alfano. Im Oktober 1980 produzierte Lucio Amelio in Zusammenarbeit mit der RAI di Napoli für Rai 3 das in vier Folgen ausgestrahlte Programm In mano al l’arte, unter der Regie von Fernando Belestra.
Nachdem Joseph Beuys und Andy Warhol sich im Mai 1979 in der Galerie Hans Mayer in Düsseldorf erstmals begegnet waren, trafen sich beide Künstler 1980 erneut in Neapel. Anlass war die Ausstellung Joseph Beuys by Andy Warhol am 1. April 1980 in Amelios Galerie, mit neun Siebdruckporträts, die Warhol von Beuys im Anschluss an ein Treffen in New York nach Polaroidaufnahmen hergestellt hatte. Zu Ehren der beiden Künstler arrangierte Amelio eine Zusammenkunft in der Sibyllengrotte von Cumae und im City Hall Café in der Corso Vittorio Emanuele in Neapel auf einem Fest, bei dem der Schauspieler, Regisseur und Sänger Leopoldo Mastelloni als Travestie-Künstler auftrat.

### Sammlung „Terrae Motus“
Nach dem schweren Erdbeben in Neapel vom November 1980, bei dem 2914 Menschen starben und 8850 verletzt wurden, organisierte Amelio eine Reihe von Ausstellungen mit dem Titel Terrae Motus, mit Werken von mehr als 50 internationalen Künstlern zum Thema Erdbeben. Der Galerist Lucio Amelio nutzte seine weltweiten Verbindungen und „bot der Kunstszene das verwüstete Neapel als Metapher, als Thema und Motiv einer Endzeit- und Aufbruchstimmung an.“

#### Die Künstler
Den Anfang machte am 17. April 1981 Joseph Beuys in der Galerie mit Terremoto in Palazzo, 1981, einer Komposition aus vier Holztischen, die sich in unsicherem Gleichgewicht befanden, Glassplittern am Boden und einem auf einem der Tische aufrecht aufgestellten rohen Ei. Ein Jahr später, am 4. Dezember 1982, zeigte Andy Warhol Fate presto, drei groß aufgezogene Reproduktionen der ersten Seite der neapolitanischen Tageszeitung Il Mattino vom 26. November 1980 mit dem Bericht über das Erdbeben.
Unter den weiteren Künstlern, die spontan Arbeiten zur Verfügung stellten, befanden sich unter anderem Siegfried Anzinger mit Erdbeben, 1982; Miquel Barceló mit L’ombra che tema, 1983; James Brown mit Neapolitan tryptich, 1983; Tony Cragg mit Senza titolo, 1983; Enzo Cucchi mit Senza titolo, 1986; Luciano Fabro mit Italia Porta, 1986; Gilbert & George mit Dying Youth, 1980; Keith Haring mit Senza titolo, 1983; Richard Long mit Vesuvius circle, 1984; Nino Longobardi mit Senza titolo, 1983; Robert Mapplethorpe mit der Fotoreihe Dennis Speight with thorns, Jack with crown, Scull with crossbones, Jill Chapmann, Dennis Speight with flowers; Oswald Oberhuber mit Senzo titolo, 1983; Mimmo Paladino mit Re uccisi al decadere della forza, 1981; Giulio Paolini mit L’altra figura, 1986; Michelangelo Pistoletto mit Annunciazione Terrae Motus, 1962/84; Gerhard Richter mit Statisch, 1982; Emilio Vedova mit … Also ob… ’84−1, 1984 und Bill Woodrow mit Fruit of the city, 1984.

#### Fondazione Amelio

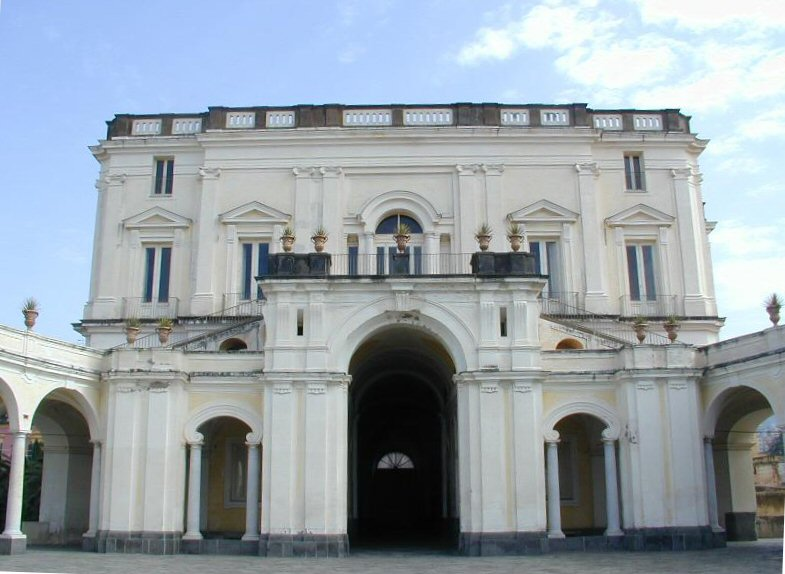
Villa Campolieto

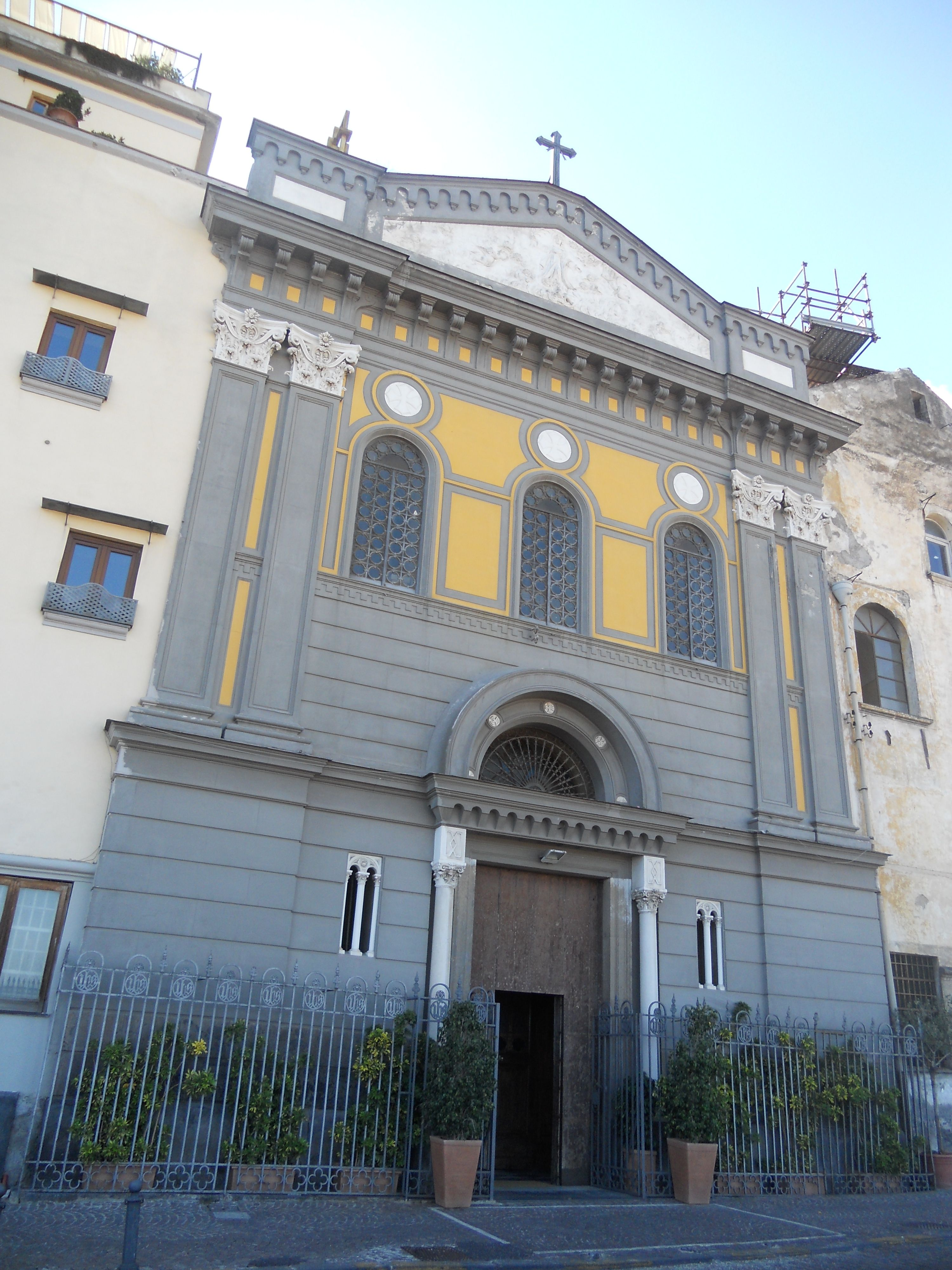
Santa Lucia Vergine al Monte

Lucio Amelio gründete im November 1982, gemeinsam mit seinen Schwestern Giuliana, Lina und Anna, eine Stiftung, die Fondazione Amelio, ein Institut für zeitgenössische Kunst, das unter anderem dem Ziel dienen sollte, „eine Kunstsammlung aufzubauen […], diese der Stadt Neapel zur Verfügung zu stellen […], die Entwicklung der aufstrebenden künstlerischen Persönlichkeiten der Stadt [und] Unternehmungen auf dem Feld der zeitgenössischen und darstellenden Kunst zu fördern.“ Den italienischen Kunsthistoriker Giulio Carlo Argan ernannte Amelio zum Leiter des kunstwissenschaftlichen Ausschusses seiner Stiftung.
Der Grundstock der Sammlung Terrae Motus für ein eigenes repräsentatives Museum zeitgenössischer Kunst in Neapel, bestehend aus zunächst zehn Arbeiten, wurde zum ersten Mal im September 1983 im Institute of Contemporary Art in Boston gezeigt. In den Jahren 1984 und 1986 wurde die um weitere Kunstwerke erweiterte Sammlung in der Villa Campolieto, einem im 16. Jahrhundert von Luigi Vanvitelli in dem vom Vesuv im Jahre 79 zerstörten Herculaneum erbauten und wiederhergestellten Palast, und Anfang 1987 im Grand Palais in Paris der Öffentlichkeit vorgestellt. Durch den großen Erfolg der Ausstellung wurde sie in vielen ausländischen Museen gezeigt, darunter im Kronprinzenpalais in Berlin, der Royal Academy in London, der Eremitage von Sankt Petersburg sowie in Tokyo und New York.

#### Verbleib der Sammlung
Um eine endgültige Heimat für seine Sammlung Terrae Motus in seiner Heimatstadt Neapel zu finden, erwarb Lucio Amelio 1990 mit einem Teil des Vermögens seiner 1982 gegründeten Stiftung den Nordflügel des Kapuzinerklosters Santa Lucia Vergine al Monte in der Corso Vittorio Emanuele nahe der Festung Sant’Elmo. Zudem sollten durch den Erwerb des Klosters Begegnungen junger Künstler und diverse Kunstinitiativen ermöglicht werden. Seit November 1992 ist die Sammlung permanent im Palast von Caserta zu sehen.

### Museo di Capodimonte

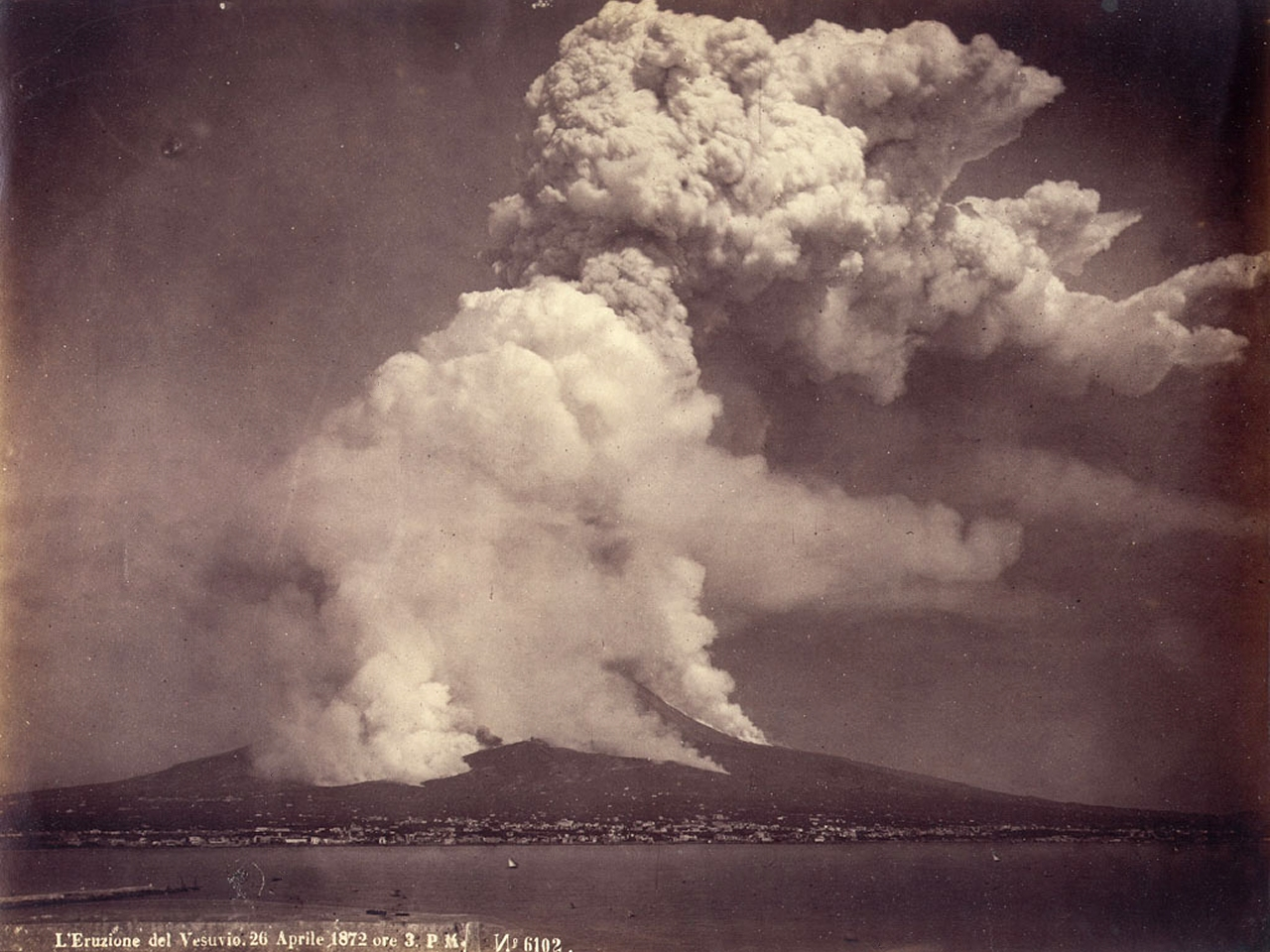
Der Ausbruch des Vesuvs von 1872, Fotografie von G. Sommer

Mitte Juli 1985 wurde im Museo di Capodimonte die Ausstellung Vesuvius by Warhol, organisiert von Lucio Amelio, eröffnet. Sie zeigte achtzehn Gemälde auf Leinwand des Pop-Art-Künstlers Warhol mit identischem Thema, jedoch in unterschiedlichen Farbvarianten und Formaten. Das Motiv des Vesuv in Eruption war angeregt durch die Postkarte Eruzione al 1913 eines unbekannten Malers sowie Fotografien von Giorgio Sommer des Ausbruchs vom 26. April 1872, 3 Uhr Nachmittags. Zum gleichen Anlass stellte Warhol eine Siebdruckauflage Vesuvius (Wkvz. Schellmann Nr. II.365) in einer Auflage von 250 Exemplaren her, deren Verkaufserlös Amelios Projekten zugutekam. Das größte Format (230 × 300 cm, Inv. Q 1794) aus der Gemäldeserie Vesuvius schenkte Amelio im Jahr seines Todes dem Museum.
Als Bilanz des zwanzigjährigen Bestehens seiner Galerie präsentierte Lucio Amelio am 6. Dezember 1985 unter dem Titel Venti anni einhundert Werke von fünfzig Künstlern, darunter Warhol, Beuys, Man Ray und Ernesto Tatafiore. Ab dem 23. Dezember folgte, gleichfalls im Museo di Capodimonte, die Ausstellung der Installation Palazzo Regale von Joseph Beuys, einer Arbeit, die in der Kunstwelt als eine Art Testament des Künstlers angesehen wird. Die Entwürfe entstanden in Amelios Villa Quattro Venti im September 1985 auf Capri, wo Beuys den Prototyp der Capri-Batterie kreiert hatte.

### Letzte Jahre
Am 27. Februar 1987 zeigte Lucio Amelio erstmals Arbeiten von Alighiero Boetti und organisierte, drei Monate später, Anfang Juni 1987, in Zusammenarbeit mit Eva Beuys, Jessyka Beuys und Wenzel Beuys, der Kunstakademie in Düsseldorf und der Wiener Secession, in der Accademia di Belle Arti di Napoli Die Soziale Plastik, die erste Retrospektive von Joseph Beuys nach dessen Tod im Jahre 1986.
Mit einer Auswahl historischer Objekte von zehn internationalen Künstlern eröffnete Lucio Amelio am 25. März 1988 die Gruppenausstellung Oggetto. Gezeigt wurden von Robert Rauschenberg Widow (Shiner) von 1987; von Jasper Johns Flag von 1960; von Marcel Duchamp L.H.O.O.Q. von 1919 bis 1964 und Rotoreliefs von 1965; von Beuys Bruno Corà-Tee per la Lotta Continua Vera aus dem Jahr 1975; von Marcel Broodthaers Le Manuscrit trouvé dans une bouteille von 1974; von Man Ray L’Enigme d’Isidore Ducasse, 1920–1972; von Piero Manzoni Merda d’artista, 1961; von Francis Picabia und René Clair Entr’Acte, 1924; von Andy Warhol Campell’s Tomato Soup von 1968. Kurt Schwitters war mit sechs Arbeiten vertreten, unter anderem mit Wie Mädchen fallen, 1924–1926, und Chicken, 1947.
1988 eröffnete Amelio mit dem Belgier Isy Brachot eine weitere Galerie, Pièce Unique, in der rue Jacques Callot 4 in Paris im 6. Arrondissement, einem bei Künstlern und Händlern beliebten Stadtteil. In der Galerie, die bis 1990 bestand, wurde jeweils nur ein Werk, ein Unikat, in einem einzelnen Raum gezeigt. Im Französischen hat pièce eine doppelte Bedeutung: Stück und Raum.
1991 erwies Amelio seinem Freund Joseph Beuys eine doppelte Hommage. Im Zuge der Ausstellung Vent’anni con Beuys stellte er Ende Oktober für den deutschen Künstler Werke aus, die in Neapel entstanden waren. Im Dezember zeigte er Per Joseph Beuys, eine Gemeinschaftsausstellung mit Multiples von dreißig Künstlern, wie Sandro Chia, Enzo Cucchi, Jannis Kounellis, Sol LeWitt, Robert Mapplethorpe und Andy Warhol. Am 16. März 1994 eröffnete Amelio mit einer Hommage an den früh verstorbenen amerikanischen Künstler Robert Mapplethorpe seine letzte Galerieausstellung.
Am 2. Juli 1994 starb Lucio Amelio, seit 1987 HIV-positiv, im Alter von 62 Jahren in seiner Heimatstadt Neapel an den Folgen von AIDS.

### Grab auf Capri
Lucio Amelios Grab befindet sich auf dem Cimitero Acattolico, dem Nicht-Katholischen Friedhof, auf Capri, auf dem viele internationale Schriftsteller und Künstler, wie zum Beispiel der Schriftsteller Norman Douglas und der französische Baron Jacques Fersen – dessen Haus auf Capri, die Villa Lysis, Amelio in den letzten Jahren seines Lebens hatte restaurieren wollen –, begraben sind. Den Grabstein, eine große rechteckige Platte aus schwarzem belgischen Marmor, entwarf Amelio selbst mit Hilfe des Kunstkritikers Michele Bonuomo ein Jahr vor seinem Tod. In der Mitte der Marmorplatte, unter dem Namen „Lucio Amelio“, ist ein Kreis eingraviert, dessen Inneres beim höchsten Stand der Sonne durch einen Spiegeleffekt ein intensives Licht auslöst; weiter unten befindet sich die Inschrift L’isola del sonno (Insel des Schlafes), die den Titel eines im Sommer 1974 auf Capri entstandenen kleinen Objekts von Joseph Beuys zitiert.

## Schauspieler und Sänger
Lucio Amelio trat gelegentlich als Filmschauspieler in Nebenrollen auf, unter anderem in vier Filmen der Regisseurin Lina Wertmüller. Im Film Pasqualino Settebellezze (Sieben Schönheiten) aus dem Jahr 1975 verkörperte er einen Rechtsanwalt, in La fine del mondo nel nostro solito letto in una notte piena di pioggia (In einer Regennacht) von 1978 den Freund, in Fatto di sangue fra due uomini per causa di una vedova, si sospettano moventi politici (Blutfehde) aus dem gleichen Jahr den Dr. Chrisafulli, in Camorra, 1985, erneut den Rechtsanwalt und 1990 eine Rolle in Sabato, domenica e lunedi (Samstag, Sonntag, Montag). Ferner spielte er die Figur des Markgrafen in Mario Martones Film Morte di un matematico napoletano (Tod eines neapolitanischen Mathematikers) von 1992.
Zudem sang er gerne, liebte die Musik der 1950er Jahre und ließ sich 1990 eine Schallplatte, produziert von Pasquale Vairetti, mit dem Titel Ma l’amore no (Aber meine Liebe nicht) gravieren, die er Joseph Beuys widmete. Die Hülle wurde von Cy Twombly gestaltet und beinhaltet ein Porträt von Amelio, geschaffen von Robert Mapplethorpe.

## Rezeption
Am 30. September 1993, fast genau ein Jahr vor Lucio Amelios Tod, wurde im Teatro Mercadante in Neapel, in der Regie von Mario Martone, der Dokumentarfilm Lucio Amelio – Terrae Motus uraufgeführt. Der Film, in dem ebenfalls Lucio Amelio, Joseph Beuys, Andy Warhol, Nino Longobardi, Mimmo Paladino und Ernesto Tatafiore zu Wort kommen, beschreibt noch einmal den Hergang, die Entstehung sowie gleichfalls die Hintergründe der seit 1980 begonnenen gleichnamigen Sammlung Amelios.
Die Fondazione Antonio Mazzotta, Mailand, veranstaltete in Kooperation mit der Fondazione Lucio Amelio, Neapel, vom 16. November 2007 bis 30. März 2008 in ihren Räumen eine Hommage an Lucio Amelio (Omaggio a Lucio Amelio). Amelios langjähriger Freund Michele Bonuomo, Journalist und Kunstkritiker, war Herausgeber des mit zahlreichen Abbildungen zur Ausstellung erschienenen Katalogs Warhol Beuys. Omaggio a Lucio Amelio. Der Katalog versammelt neben Bonuomos Beiträgen Texte von Roberto Ciuni, Francesco Durante, Journalist bei Corriere della Sera, ein Interview Partitura di Joseph Beuys: La Rivoluzione siamo Noi zwischen Joseph Beuys und Achille Bonito Oliva, einen Aufsatz von Beuys, Alcune richieste e domande sul Palazzo nella testa umana, sowie einen kleineren Text von Bruno Corà. Des Weiteren lässt sich die Geschichte der Galerie von Lucio Amelio durch die zahlreichen abgebildeten Werke von Andy Warhol, Joseph Beuys und anderen Künstlern der Galerie sowie durch die zeitgeschichtlichen Dokumentationen erfassen. Abgeschlossen wird der Katalog mit einer von Lucio Amelios langjähriger Sekretärin Paola Santamaria verfassten Biografie des Galeristen.

## Publikationen
Galerieveröffentlichungen
- 1965: Lucio Amelio: Heiner Dilly. Reisegeschichten, 18. Oktober, Modern Art Agency, Neapel
- 1966: Lea Vergine: Diodato Pappa, 9. Februar, Modern Art Agency, Neapel
- 1966: Filiberto Menna, Aldo Loris Rossi: Carlo Alfano, 1. Juni, Modern Art Agency, Neapel
- 1967: Achille Bonito Oliva: Wirth, Januar 1967, Modern Art Agency, Neapel
- 1968: Filiberto Menna: Josef Albers. Un occhio per il colore, 20. Januar, Modern Art Agency, Neapel
- 1978: Roland Barthes: Wilhelm von Gloeden. Interventi di Joseph Beuys, Michelangelo Pistoletto, Andy Warhol, Amelio Editore, Neapel
- 1978: Giulio Carlo Argan: Alberto Burri, Ausstellungskatalog, Museo di Capodimonte, Amelio Editore, Neapel
- 1985: Michele Bonuomo, A. Tecce: Vesuvius by Warhol, Januar 1967, Ausstellungskatalog, Neapel

Zeitungsartikel
- 1980: Lucio Amelio: Rifare Piedigrotta?, Il Mattino, Neapel, 11. März
- 1980: Lucio Amelio: Napoli, museo di mare con abitanti, Il Mattino, Neapel, 1. April
- 1980: Lucio Amelio: Con un Picasso nella manica, Il Mattino, Neapel, 5. Oktober
- 1980: Primo Levi: Un amico per Andy, L’Europeo, Mailand 15. April

## Abbildungen
1. ↑  Joseph Beuys: La rivoluzione siamo Noi, 1971
2. ↑  Andy Warhol, Joseph Beuys und Lucio Amelio während einer Pressekonferenz in Neapel am 1. April 1980, Foto: Antonio Troncone (abgerufen am 8. April 2018)
3. ↑  Lucio Amelio und John Gilette vor einem der Reproduktionen des Triptychons Fate Presto, 1981 von Andy Warhol
4. ↑  Andy Warhol: Vesuvius (Memento vom 9. Mai 2015 im Internet Archive), 1985

| Personendaten    | Personendaten                          |
| ---------------- | -------------------------------------- |
| NAME             | Amelio, Lucio                          |
| KURZBESCHREIBUNG | italienischer Sammler und Kunsthändler |
| GEBURTSDATUM     | 13. September 1931                     |
| GEBURTSORT       | Neapel                                 |
| STERBEDATUM      | 2. Juli 1994                           |
| STERBEORT        | Neapel                                 |